# Најагара Фолс (Њујорк)
Најагара Фолс (енгл. Niagara Falls) град је у америчкој савезној држави Њујорк. По попису становништва из 2010. у њему је живело 50.193 становника.

## Демографија
Према попису становништва из 2010. у граду је живело 50.193 становника, што је 5.400 (9,7%) становника мање него 2000. године.
| Група             | 2000.          | 2010.          |
| Белци             | 41.843 (75,3%) | 34.663 (69,1%) |
| Афроамериканци    | 10.409 (18,7%) | 10.835 (21,6%) |
| Азијати           | 394 (0,7%)     | 609 (1,2%)     |
| Хиспаноамериканци | 1.114 (2,0%)   | 1.508 (3,0%)   |
| Укупно            | 55.593         | 50.193         |